# Präsidentschafts- und Parlamentswahl in Liberia 2011
Die Präsidentschafts- und Parlamentswahl in Liberia 2011 fand am 11. Oktober statt. Bei ihr wurden der Präsident der Republik und die Mitglieder des Parlaments (73 Mandate im Repräsentantenhaus und 15 von 30 Mandate im Senat) gewählt.
Die Stichwahl der Präsidentschaftswahl fand am 9. November statt.
Es waren die 50. Präsidentschaftswahlen im westafrikanischen Staat Liberia, der ältesten Republik Afrikas. Besondere internationale Aufmerksamkeit erhielt die Wahl dadurch, dass die regierende Präsidentin und Kandidatin Ellen Johnson Sirleaf wenige Tage vor der Wahl den Friedensnobelpreis 2011 erhielt. Einige Beobachter sahen in dieser unmittelbaren Nähe zur Präsidentschaftswahl eine unzulässige Einmischung in die Wahl durch das Nobelpreiskomitee.
Johnson Sirleaf erhielt am 11. Oktober mit gut 40 % die meisten abgegebenen Stimmen, musste jedoch in die Stichwahl gehen, da sie für einen Sieg in der ersten Runde die Mehrheit der Stimmen benötigt hätte. Der mit gut 30 % zweitplatzierte Winston Tubman, Vorsitzender der größten Oppositionspartei des Landes, Congress for Democratic Change und Neffe von William S. Tubman, dem Präsidenten Liberias von 1944 bis 1971, zog sich wegen angeblicher Wahlfälschungen in der ersten Runde aus der Stichwahl zurück, so dass Johnson Sirleaf ohne Gegenkandidat antrat und mit gut 90 % der abgegebenen Stimmen als Siegerin aus der Stichwahl hervorging.
Die endgültigen Ergebnisse sollten am 26. Oktober 2011 bekannt gegeben werden, tatsächlich lagen offiziell bestätigte Ergebnisse erst am 15. November 2011 vor.

## Unruhen vor der Stichwahl und Boykott
Obwohl internationale Beobachter die erste Runde der Wahlen als fair bezeichnet hatten, erhob der zweitplatzierte Winston Tubman Vorwürfe wegen Wahlfälschungen. Wenige Tage vor der Wahl erklärte er daher, dass er die Stichwahl boykottieren werde. Sowohl Vertreter der Vereinten Nationen als auch der USA hatten den Vorwurf der Wahlfälschung als haltlos bezeichnet und Tubman erfolglos aufgefordert, von einem Boykott abzusehen.
Bei einer großen Demonstration seiner Anhänger am Tag vor der Stichwahl kam es zu Ausschreitungen, die Polizei schoss in die Menge und es gab mehrere Tote. Johnson Sirleaf trat wegen Tubmans Rückzug ohne Gegenkandidat an. Da die Wahlzettel aber bereits gedruckt waren, war er dort dennoch zu finden und konnte somit auch angekreuzt werden. Die Wahlbeteiligung bei der Stichwahl war nur etwa halb so hoch wie im ersten Wahlgang, was Tubman und seine Partei als ihren Erfolg werteten.

## Kandidaten

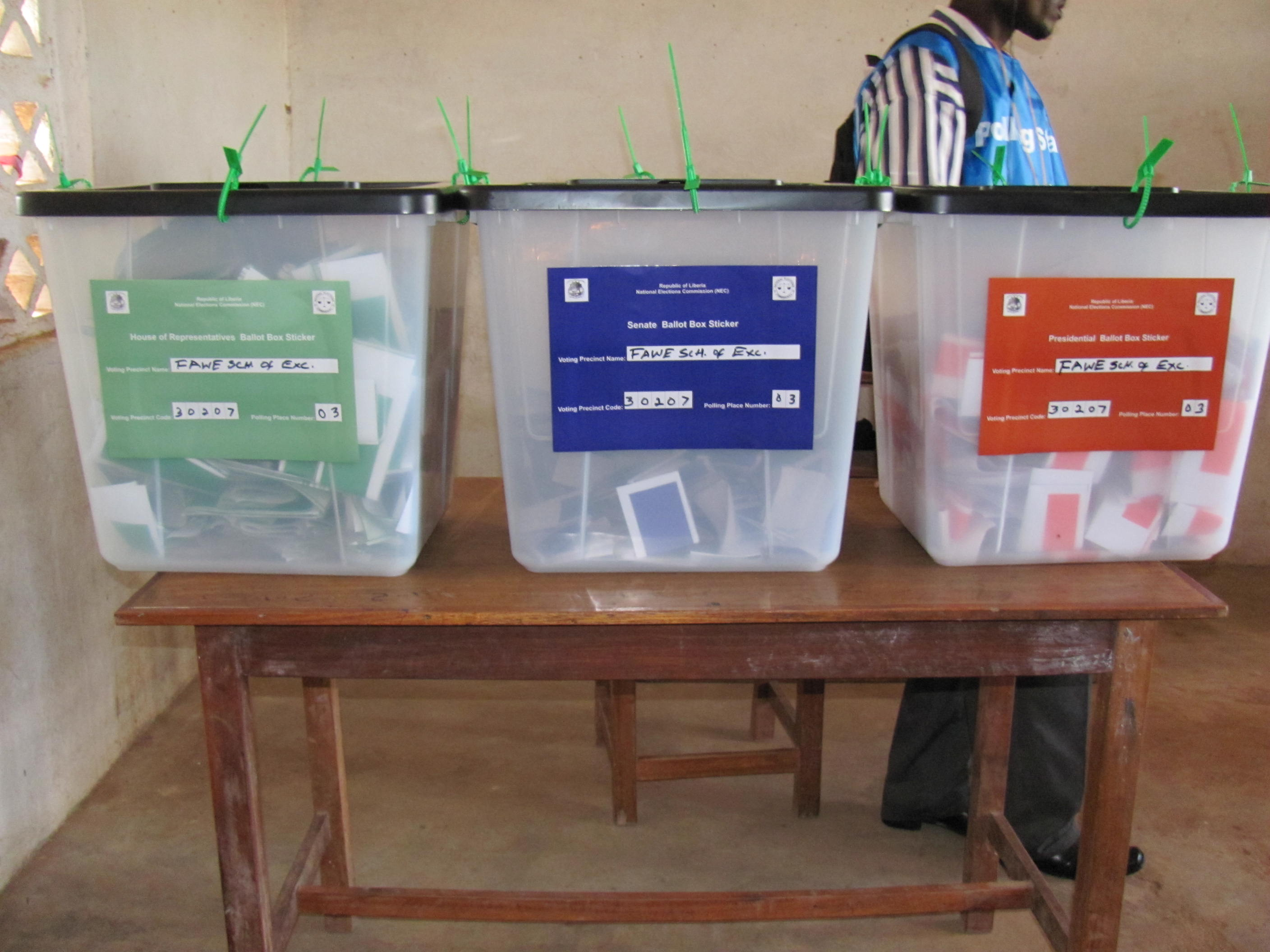
Wahlurnen für die drei gleichzeitigen Wahlen am 11. Oktober 2011

Insgesamt waren 16 Kandidaten zur Wahl angetreten. Da die Analphabetenquote unter der erwachsenen Bevölkerung Liberias bei etwa 30 % liegt, befanden sich auf den Wahlzetteln Fotos der Kandidaten.:
- Gladys Beyan – Grassroot Democratic Party of Liberia
- Charles Brumskine – Liberty Party
- Chea Cheapoo – Progressive People’s Party
- James Chelley – Original Congress Party of Liberia
- Simeon Freeman – Movement for Progressive Change
- James Guseh – Citizens Unification Party
- Prince Johnson – National Union for Democratic Progress
- Ellen Johnson Sirleaf – Unity Party
- Marcus Roland Jones – Victory for Change Party
- Jonathan A. Mason – Union of Liberian Democrats
- Dew Mayson – National Democratic Coalition
- Manjerngie Ndebe – Liberia Reconstruction Party
- Kennedy Sandy – Liberia Transformation Party
- Togba-Nah Tipoteh – Freedom Alliance Party of Liberia
- Winston Tubman – Congress for Democratic Change
- Hananiah Zoe – Liberia Empowerment Party

Mitte August hatte die Wahlkommission zwar angekündigt, einen Großteil dieser Kandidaten nicht zur Wahl zuzulassen, da sie keine Vizekandidaten bestimmt hatten, hatte diese Ankündigung aber nicht wahr gemacht.
Nach Johnson Sirleaf und Tubman lag in der 1. Runde der ehemalige Warlord Prince Johnson an dritter Stelle der Wählergunst und ihm schien so die Rolle des "Königsmachers" zuzufallen.
- Prince Johnson war einer der Warlords des Liberianischen Bürgerkriegs und erlangte unrühmliche Bekanntheit durch ein Video, das zeigte, wie der Ex-Präsident Samuel Doe in seiner Gegenwart von seinen Anhängern zu Tode gefoltert wurde.[9]
- Johnson Sirleaf, seit sechs Jahren Präsidentin des Landes, wurde außer von ihrer eigenen Partei, der Unity Party, auch von der ältesten Partei Liberias, der True Whig Party unterstützt.[10]
- Winston Tubman hingegen fand die Unterstützung von George Weah, FIFA-Weltfußballer des Jahres 1995, der bei der Präsidentschaftswahl 2005 Johnson Sirleaf erst in der Stichwahl unterlegen war. Tubman hatte ihn zu seinem Vizekandidaten ernannt und war als Kandidat von dessen Partei Congress for Democratic Change angetreten. 2005 hatte er noch der National Democratic Party of Liberia angehört und als deren Kandidat 9,2 % der Stimmen bei den Präsidentschaftswahlen erhalten und anschließend mehrfach die Parteizugehörigkeit gewechselt.[11]

## Ergebnisse

### Präsidentschaftswahl
| Kandidaten                            | Parteien                               | 1. Wahlgang | 1. Wahlgang | 2. Wahlgang | 2. Wahlgang |
| Kandidaten                            | Parteien                               | Stimmen     | %           | Stimmen     | %           |
| ------------------------------------- | -------------------------------------- | ----------- | ----------- | ----------- | ----------- |
| Ellen Johnson Sirleaf                 | Unity Party                            | 530.020     | 43,9        | 607.618     | 90,7        |
| Winston Tubman                        | Congress for Democratic Change         | 394.370     | 32,7        | 62.207      | 9,3         |
| Yormie Johnson                        | National Union for Democratic Progress | 139.786     | 11,6        |             |             |
| Charles Brumskine                     | Liberty Party                          | 65.800      | 5,5         |             |             |
| Kennedy Sandy                         | Liberia Transformation Party           | 13.612      | 1,1         |             |             |
| Gladys Beyan                          | Grassroot Democratic Party of Liberia  | 12.740      | 1,1         |             |             |
| Togba-Nah Tipoteh                     | Freedom Alliance Party of Liberia      | 7.659       | 0,6         |             |             |
| Dew Mayson                            | National Democratic Coalition          | 5.819       | 0,5         |             |             |
| Manjerngie Ndebe                      | Liberia Reconstruction Party           | 5.746       | 0,5         |             |             |
| Simeon Freeman                        | Movement for Progressive Change        | 5.559       | 0,5         |             |             |
| Marcus Roland Jones                   | Victory for Change Party               | 5.305       | 0,4         |             |             |
| James Guseh                           | Citizens Unification Party             | 5.025       | 0,4         |             |             |
| Hananiah Zoe                          | Liberia Empowerment Party              | 4.463       | 0,4         |             |             |
| Chea Cheapoo                          | Progressive People’s Party             | 4.085       | 0,3         |             |             |
| James Chelley                         | Original Congress Party of Liberia     | 4.008       | 0,3         |             |             |
| Jonathan A. Mason                     | Union of Liberian Democrats            | 2.645       | 0,2         |             |             |
| Gesamt                                | Gesamt                                 | 1.206.642   | 100         | 669.825     | 100         |
|                                       |                                        |             |             |             |             |
| Ungültige Stimmen                     | Ungültige Stimmen                      | 82.074      | 6,4         | 24.587      | 3,5         |
| Wähler                                | Wähler                                 | 1.288.716   | 71,6        | 694.412     | 38,6        |
| Wahlberechtigte                       | Wahlberechtigte                        | 1.798.930   |             | 1.798.930   |             |
|                                       |                                        |             |             |             |             |
| Quelle: National Elections Commission |                                        |             |             |             |             |

### Parlamentswahl

#### Repräsentantenhaus
| Listen                                 | Stimmen   | %    | Mandate |
| -------------------------------------- | --------- | ---- | ------- |
| Unity Party                            | 226.291   | 19,0 | 24      |
| Congress for Democratic Change         | 163.592   | 13,7 | 11      |
| Liberty Party                          | 117.285   | 9,9  | 7       |
| National Democratic Coalition          | 70.580    | 5,9  | 5       |
| Liberia Transformation Party           | 57.734    | 4,9  | 1       |
| National Union for Democratic Progress | 50.010    | 4,2  | 6       |
| National Patriotic Party               | 42.420    | 3,6  | 3       |
| Movement for Progressive Change        | 30.205    | 2,5  | 2       |
| Alliance for Peace and Democracy       | 26.537    | 2,2  | 3       |
| National Democratic Party of Liberia   | 19.446    | 1,6  | –       |
| Original Congress Party of Liberia     | 17.613    | 1,5  | –       |
| Union of Liberian Democrats            | 15.199    | 1,3  | –       |
| Liberia Destiny Party                  | 13.310    | 1,1  | 1       |
| Sonstige < 1,0 %                       | 89.370    | 7,5  | 1       |
| Unabhängigen                           | 250.412   | 21,0 | 9       |
| Gesamt                                 | 1.190.004 | 100  | 73      |
|                                        |           |      |         |
| Ungültige Stimmen                      | 84.182    | 6,6  |         |
| Wähler                                 | 1.274.186 | 70,8 |         |
| Wahlberechtigte                        | 1.798.930 |      |         |
|                                        |           |      |         |
| Quelle: National Elections Commission  |           |      |         |

#### Senat
| Listen                                 | Stimmen   | %    | Mandate |
| -------------------------------------- | --------- | ---- | ------- |
| Congress for Democratic Change         | 259.161   | 21,7 | 2       |
| Unity Party                            | 164.851   | 13,8 | 4       |
| Liberty Party                          | 134.357   | 11,2 | –       |
| National Patriotic Party               | 70.260    | 5,9  | 4       |
| National Union for Democratic Progress | 51.494    | 4,3  | 1       |
| Liberia Transformation Party           | 48.180    | 4,0  | –       |
| National Democratic Coalition          | 41.717    | 3,5  | 1       |
| Alliance for Peace and Democracy       | 29.777    | 2,5  | 1       |
| Liberia Destiny Party                  | 19.993    | 1,7  | 1       |
| Movement for Progressive Change        | 18.098    | 1,5  | –       |
| Union of Liberian Democrats            | 9.834     | 0,8  | –       |
| All Liberia Coalition Party            | 9.745     | 0,8  | –       |
| Victory for Change Party               | 6.956     | 0,6  | –       |
| Sonstige < 0,5 %                       | 14.525    | 1,2  | –       |
| Unabhängigen                           | 317.265   | 26,5 | 1       |
| Gesamt                                 | 1.196.213 | 100  | 15      |
|                                        |           |      |         |
| Ungültige Stimmen                      | 86.874    | 6,8  |         |
| Wähler                                 | 1.283.087 | 71,3 |         |
| Wahlberechtigte                        | 1.798.930 |      |         |
|                                        |           |      |         |
| Quelle: National Elections Commission  |           |      |         |